# Orathanadu (Mukthambalpuram)
Orathanadu (Mukthambalpuram) là một thị xã panchayat của quận Thanjavur thuộc bang Tamil Nadu, Ấn Độ.

## Nhân khẩu
Theo điều tra dân số năm 2001 của Ấn Độ, Orathanadu (Mukthambalpuram) có dân số 10.268 người. Phái nam chiếm 49% tổng số dân và phái nữ chiếm 51%. Orathanadu (Mukthambalpuram) có tỷ lệ 75% biết đọc biết viết, cao hơn tỷ lệ trung bình toàn quốc là 59,5%: tỷ lệ cho phái nam là 81%, và tỷ lệ cho phái nữ là 68%. Tại Orathanadu (Mukthambalpuram), 10% dân số nhỏ hơn 6 tuổi.